# Airbus A319
L'Airbus A319 è un aereo di linea bimotore a corto e medio raggio e a fusoliera stretta, membro della famiglia Airbus A320, prodotto da Airbus. L'A319 può trasportare da 124 a 156 passeggeri e ha un raggio di 3 700 miglia nautiche (6 900 km). L'assemblaggio finale ha luogo ad Amburgo, in Germania, e a Tianjin, in Cina.
L'A319 è una variante a fusoliera accorciata dell'Airbus A320 ed è entrato in servizio nell'aprile 1996 con Swissair, circa due anni dopo l'Airbus A321 e otto anni dopo l'A320 originale. L'aereo condivide un'abilitazione per tipo comune con tutte le altre varianti della famiglia Airbus A320, consentendo ai piloti di pilotare tutti i velivoli senza la necessità di ulteriore addestramento.
Nel dicembre 2010, Airbus ha annunciato una nuova generazione della famiglia A320, l'A320neo (nuova opzione motore). La variante A319neo offre motori nuovi e più efficienti, combinati con miglioramenti della cellula e l'aggiunta di winglet, chiamate "sharklet" da Airbus. L'aereo promette risparmi di carburante fino al 15%. Tuttavia, le vendite dell'A319neo sono molto inferiori rispetto ad altre varianti dell'A320neo, rappresentando circa l'1% degli ordini totali.

## Storia del progetto

### Background
Il primo membro della famiglia A320 è stato l'A320, che è stato lanciato nel marzo 1984 e ha volato per la prima volta il 22 febbraio 1987. La famiglia è stata ampliata per includere l'A321 (consegnato per la prima volta nel 1994), l'A319 (1996) e l'A318 (2003). La famiglia A320 ha aperto la strada all'uso di sistemi di controllo di volo fly-by-wire digitali, nonché di controlli laterali, negli aerei commerciali. L'A319 è stato sviluppato su richiesta di Steven Udvar-Hazy, ex presidente e CEO di ILFC.

### Origini e design
Il design dell'A319 presenta una fusoliera accorciata rispetto all'originale A320, con l'obiettivo di potervi posizionare da 130 a 140 posti. L'idea era stata accantonata poiché il consorzio si concentrava sui suoi fratelli maggiori. Dopo il successo degli A320 e A321, Airbus si concentrò nuovamente su quello che allora era conosciuto come A320M-7, che significa A320-meno-sette-segmenti della fusoliera. La sua costruzione avrebbe permesso ad Airbus di entrare in concorrenza diretta con il Boeing 737-300 e Boeing 737-700. L'accorciamento è stato ottenuto attraverso la rimozione di quattro segmenti della fusoliera a prua e tre a poppa, diminuendo complessivamente la lunghezza di 3,73 metri. Di conseguenza, il numero di uscite di sicurezza sulle ali è stato ridotto da quattro a due. Gli A319 ad alta densità, come gli aerei da 156 posti usati da easyJet, mantengono quattro uscite sulle ali. La porta di carico è stata sostituita da una porta per container a poppa, che può accogliere container LD3-45 di altezza ridotta. Sono state apportate piccole modifiche al software per adattarsi alle diverse caratteristiche di gestione; l'aereo è sostanzialmente invariato. La spinta è fornita dal CFM56-5A o IAE V2500-A5, ridotta a 98 kN (22.000 lbf), con opzione per una spinta di 105 kN (24.000 lbf).
Con praticamente la stessa capacità di carburante dell'A320-200 e un numero inferiore di passeggeri, l'autonomia con 124 passeggeri in una configurazione a due classi si estende a 6.650 km (3.590 nmi) o 6.850 km (3.700 nmi) con le "sharklets". L'apertura alare dell'A319 è più ampia della lunghezza complessiva dell'aereo.

### Produzione e test
Airbus iniziò a offrire il nuovo modello dal 22 maggio 1992 e il primo cliente dell'A319 fu ILFC, che firmò per sei aeromobili. Anticipando ulteriori ordini da Swissair e Alitalia, Airbus ha lanciato il programma da 275 milioni di dollari (250 milioni di euro) il 10 giugno 1993. Il 23 marzo 1995, è terminato l'assemblaggio del primo A319 presso lo stabilimento tedesco di Airbus ad Amburgo, dove vengono assemblati anche gli A321. È uscito dalla fabbrica il 24 agosto 1995, con il primo volo il giorno successivo. Il programma di certificazione ha richiesto 350 ore di volo coinvolgendo due velivoli; la certificazione per la variante equipaggiata con CFM56-5B6/2 è stata concessa nell'aprile 1996 e la qualificazione per il V2524-A5 è iniziata il mese successivo.
La consegna del primo A319 a Swissair, l'esemplare con marche HB-IPV, è avvenuta il 25 aprile 1996, e l'aereo è entrato in servizio prima della fine del mese. Nel gennaio 1997, un A319 ha battuto un record durante un volo di consegna volando 3.588 miglia nautiche (6.645 km) sulla rotta del cerchio massimo verso Winnipeg, Manitoba, da Amburgo, Germania, in 9 ore e 5 minuti. L'A319 si è dimostrato popolare tra le compagnie aeree low cost come EasyJet, con 172 esemplari consegnati. Il concorrente diretto è il Boeing 737-700.

## Impiego operativo

### Incidenti
L'Airbus A319 è stato coinvolto in vari incidenti, alcuni gravi e alcuni meno, che hanno portato alla perdita di quattro esemplari.
Tra questi si evidenziano:
- il volo Sichuan Airlines 8633, nel quale un A319-100 fu costretto a effettuare un atterraggio di emergenza all'aeroporto di Chengdu-Shuangliu dopo il cedimento del parabrezza destro della cabina di pilotaggio.[16]
- il volo Wind Jet 243, in cui un A319-100 impattò contro il terrapieno posto poco prima della soglia della pista 07 dell'aeroporto di Palermo-Punta Raisi. Tutti i 129 a bordo dell'aereo furono evacuati, in 35 riportarono lievi ferite ma nessuno perse la vita. L'aeromobile subì danni gravi che ne resero la riparazione economicamente non conveniente; venne in seguito demolito.[17]

## Versioni

### A319CJ

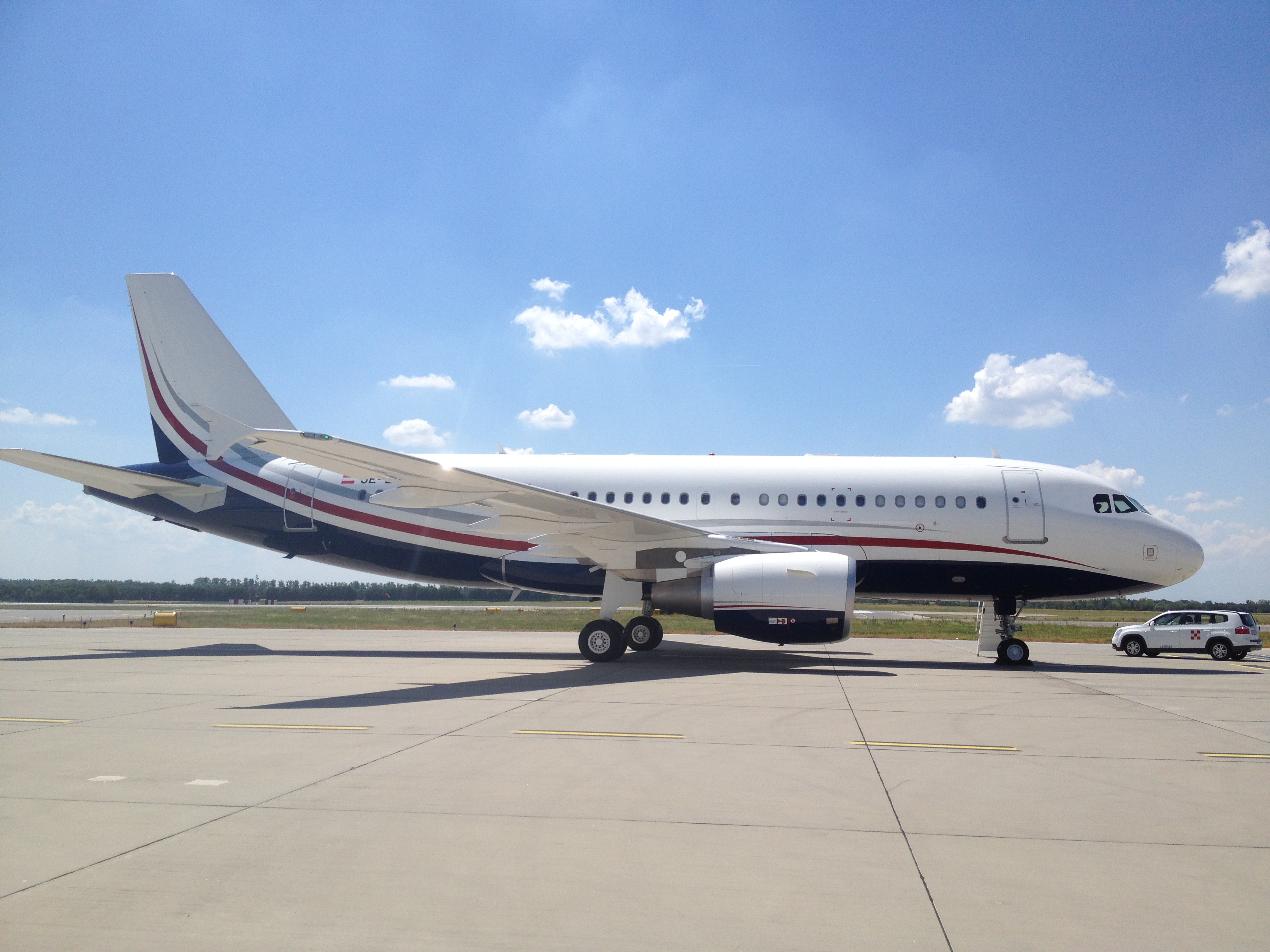
Un ACJ319 dell'austriaca MJET.

L'A319CJ (ribattezzato ACJ319) è la versione business jet dell'A319. Incorpora serbatoi di carburante aggiuntivi rimovibili (fino a 6) installati nel vano di carico e una quota di servizio maggiorata fino a 41 000 piedi (12 000 m). L'autonomia con un carico utile di otto passeggeri e serbatoi di carburante ausiliari (ACT) arriva fino a 6 000 miglia nautiche (11 000 km). Al momento della rivendita, l'aereo può essere riconfigurato come un A319 standard rimuovendo i serbatoi extra e l'equipaggiamento aziendale, massimizzando così il suo valore. In precedenza era anche noto come ACJ, o Airbus Corporate Jet, mentre a partire dal 2014 ha la designazione di marketing ACJ319.
L'aereo può ospitare fino a 39 passeggeri, ma può essere equipaggiato dai clienti in qualsiasi configurazione. Tyrolean Jet Service Nfg. GmbH & CO KG, MJET e Reliance Industries sono state tra i primi clienti. L'A319CJ compete con altri jet aziendali come il Boeing 737-700 Boeing Business Jet (BBJ) e l'Embraer Lineage 1000, nonché con il Gulfstream G650, il Gulfstream G550 e il Bombardier Global 6000. È spinto dagli stessi tipi di motore dell'A320. L'A319CJ è stato utilizzato dall'Escadron de Transport, d'Entraînement et de Calibration, che è responsabile del trasporto dei funzionari francesi e anche dalla Flugbereitschaft dell'aeronautica tedesca per il trasporto degli ufficiali tedeschi. Un ACJ funge da aereo presidenziale o ufficiale di Armenia, Azerbaigian, Brasile, Bulgaria, Repubblica Ceca, Germania, Italia, Malaysia, Slovacchia, Thailandia, Turchia, Ucraina e Venezuela.
A partire dal 2014 è disponibile anche una versione con cabina modulare dell'ACJ319, denominata "Elegance", che riduce i costi e facilita la riconfigurazione.

### A319neo

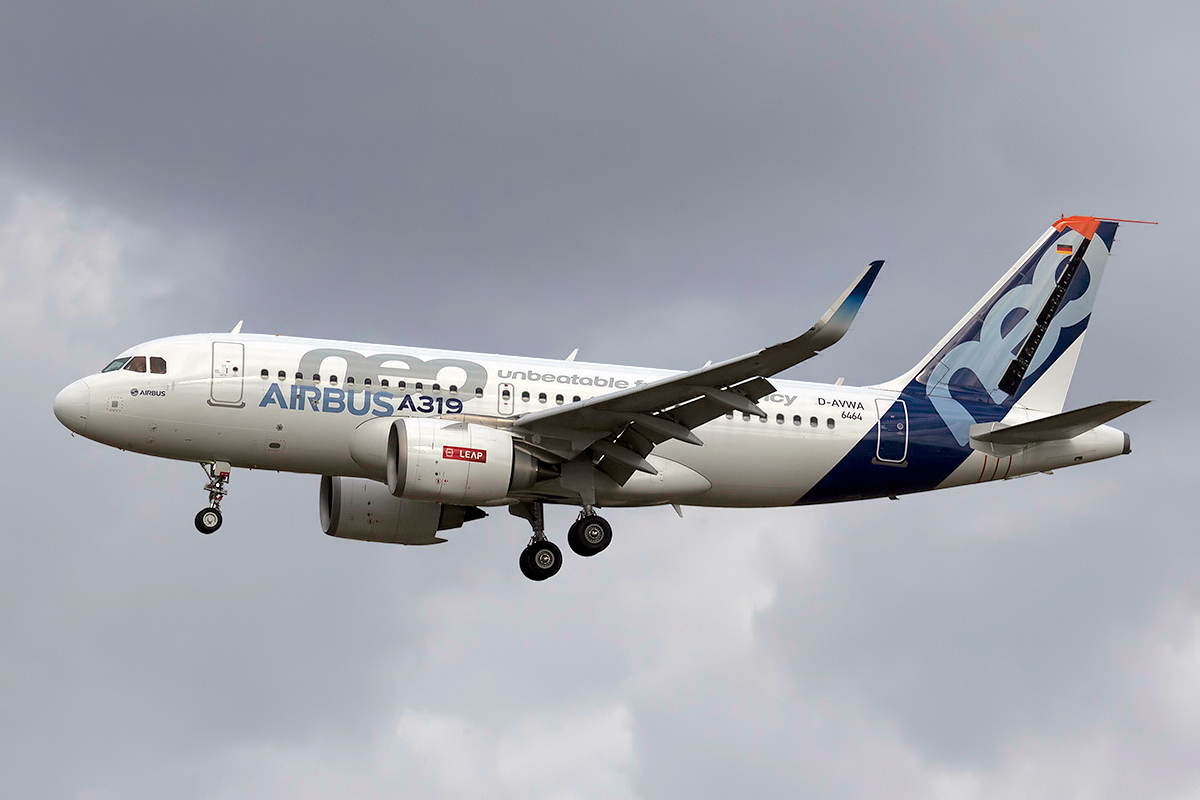
Il prototipo di A319neo a Tolosa.

L'A319neo fa parte della famiglia Airbus A320neo sviluppata da dicembre 2010 da Airbus, con il suffisso "neo" (new engine option) che significa "nuova opzione motore". Rappresenta l'ultima fase del programma di ammodernamento dell'A320 Enhanced (A320E), avviato nel 2006. L'A319neo sostituisce l'A319 originale, ora denominato A319ceo (current engine option), per "opzione motore attuale".
Oltre ai nuovi motori, il programma di ammodernamento comprende anche miglioramenti come: perfezionamenti aerodinamici, grandi winglet ricurve (sharklet), risparmio di peso, una nuova cabina con maggiore spazio per i bagagli a mano e un sistema di purificazione dell'aria migliorato. I clienti possono scegliere tra i motori CFM International LEAP-1A o Pratt & Whitney PW1100G.
Questi miglioramenti combinati si traducono in un consumo di carburante ridotto del 15%, costi operativi diminuiti dell'8%, minore produzione di rumore, una riduzione delle emissioni di ossido di azoto (NOx) di almeno il 10% rispetto alla serie A320 e un aumento della portata di circa 500 miglia nautiche (930 km).
L'A319neo è la variante meno popolare della famiglia Airbus A320neo, con ordini totali per poche decine di aeromobili, rispetto alle migliaia dell'A320neo e dell'A321neo.

### A319 MPA
L'Airbus A319 MPA (Maritime Patrol Aircraft) è un derivato militare dell'Airbus A319. Lo sviluppo è stato annunciato nel 2018 da Airbus Defense and Space per competere con il Boeing P-8 Poseidon, che è un aereo derivato del Boeing 737 prodotto negli Stati Uniti.

### A319LR

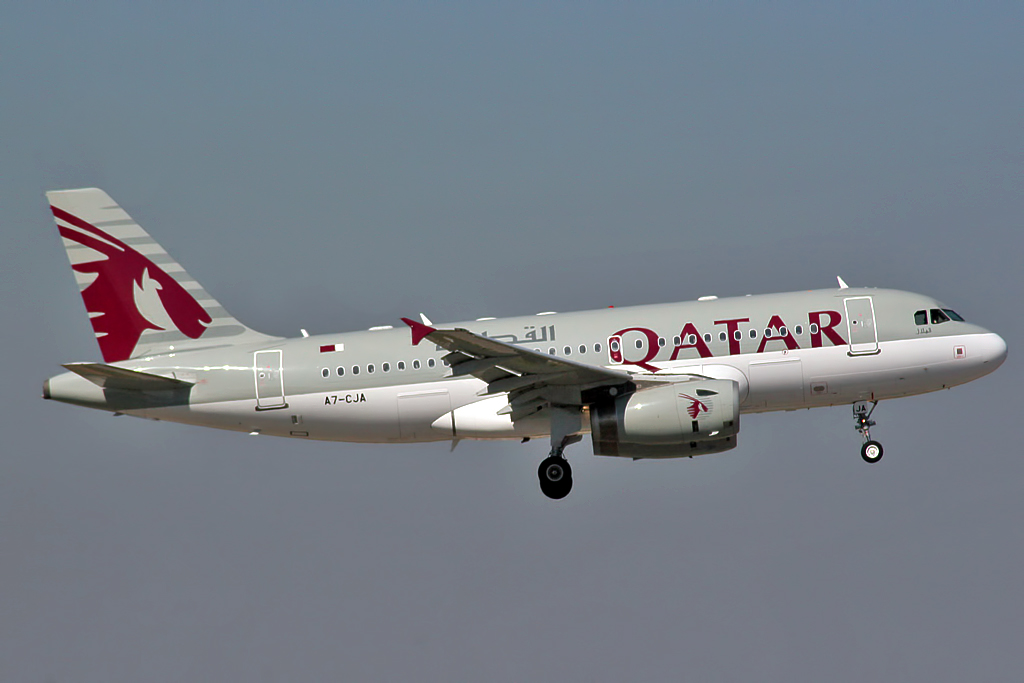
Uno dei due A319-100LR della Qatar Airways.

L'A319LR è la versione a lungo raggio dell'A319. L'autonomia tipica dell'A319LR è stata aumentata fino a 4 500 miglia nautiche (8 300 km) rispetto all'A319 standard. Qatar Airways è stato il cliente di lancio, ricevendone due esemplari; PrivatAir ne ha ricevuti due nel 2003 ed Eurofly ne ha acquisiti due nel 2005.

## Dati tecnici

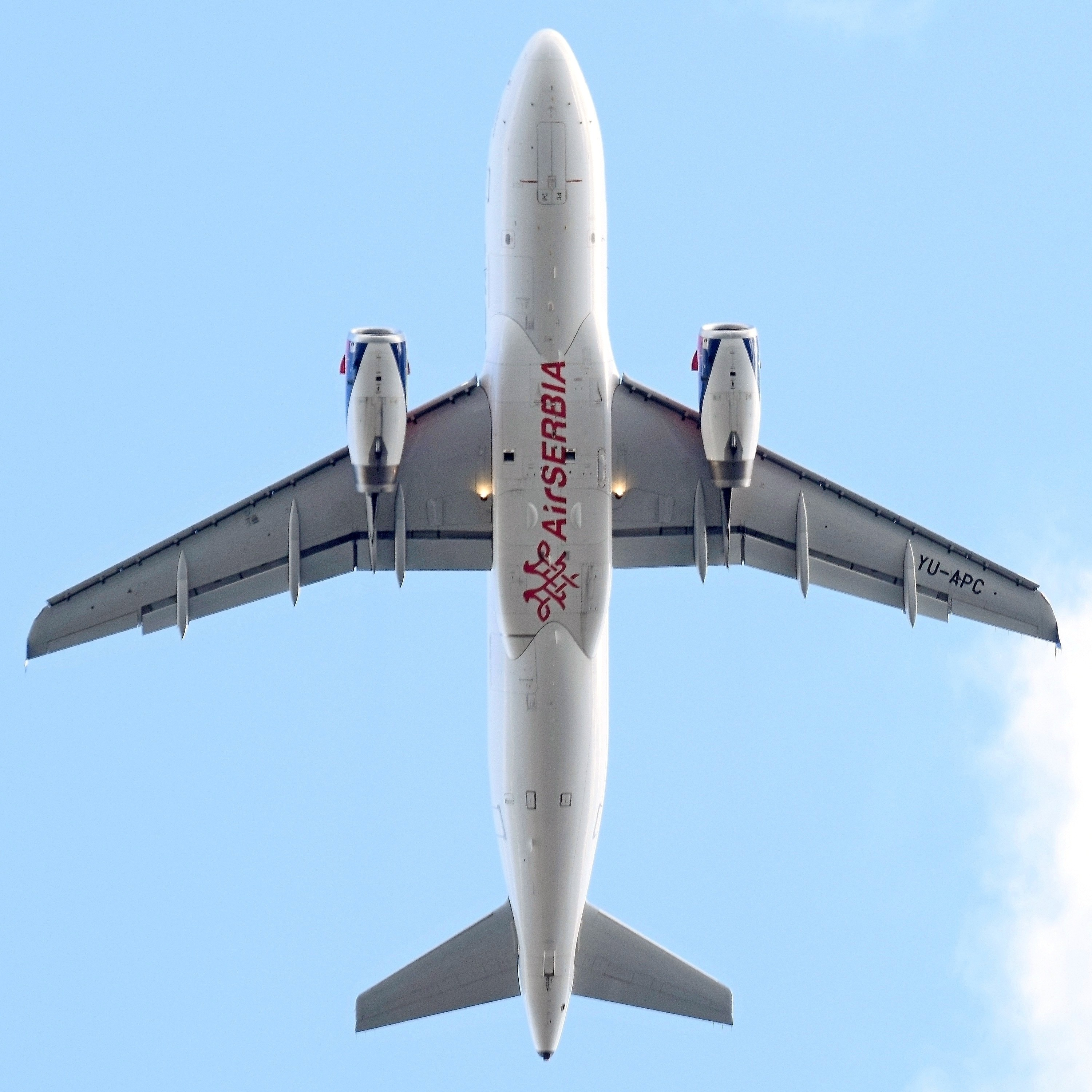
Vista inferiore di un A319 della Air Serbia.

### Specifiche
| Dati                                    | A319ceo                       | A319neo                   |
| --------------------------------------- | ----------------------------- | ------------------------- |
| Codice ICAO                             | A319                          | A19N                      |
| Codice IATA                             | 319                           | 31N                       |
| Equipaggio in cabina di pilotaggio      | 2 piloti                      | 2 piloti                  |
| Capacità massima passeggeri (1 classe)  | 156                           | 160                       |
| Lunghezza totale                        | 33,84 m                       | 33,84 m                   |
| Diametro cabina                         | 3,63 m                        | 3,63 m                    |
| Diametro fusoliera                      | 4,14 m                        | 4,14 m                    |
| Larghezza piano orizzontale             | 12,45 m                       | 12,45 m                   |
| Apertura alare                          | 34,10 m                       | 35,80 m                   |
| Superficie alare                        | 124,0 m²                      | 122,4 m²                  |
| Freccia alare                           | 25°                           | 25°                       |
| Altezza fusoliera                       | 5,97 m                        | 5,97 m                    |
| Altezza totale                          | 12,11 m                       | 12,11 m                   |
| Passo                                   | 11,04 m                       | 11,04 m                   |
| Peso operativo a vuoto (OEW)            | 40 800 kg                     | 42 600 kg                 |
| Peso massimo senza carburante (MZFW)    | 57 000 kg                     | 57 000 kg                 |
| Peso massimo durante il rullaggio (MTW) | 70 400 kg                     | 70 400 kg                 |
| Peso massimo al decollo (MTOW)          | 70 000 kg                     | 70 000 kg                 |
| Peso massimo all'atterraggio (MLW)      | 61 000 kg                     | 61 000 kg                 |
| Carico utile massimo                    | 17 700 kg                     | 17 700 kg                 |
| Capacità cargo                          | 27,7 m³                       | 27,7 m³                   |
| Capacità massima carburante             | 23 859 L                      | 23 859 L                  |
| Velocità di crociera                    | 0,78 Mach (963,14 km/h)       | 0,78 Mach (963,14 km/h)   |
| Velocità massima                        | 0,82 Mach (1 012,54 km/h)     | 0,82 Mach (1 012,54 km/h) |
| Autonomia                               | 3 750 nmi 6 950 km            | 3 700 nmi 6 850 km        |
| Quota di tangenza                       | 39 100 ft (11 918 m)          | 39 100 ft (11 918 m)      |
| Motori (x2)                             | CFM56-5A CFM56-5B IAE V2500   | CFM LEAP-1A PW1100G       |
| Spinta (x2)                             | 92-105 kN 90-120 kN 85-110 kN | 101-121 kN 107-109 kN     |

### Motori
| Modello  | Anno | Motori                     |
| -------- | ---- | -------------------------- |
| A319-111 | 1996 | CFM56-5B5 e 5B5/P          |
| A319-112 | 1996 | CFM56-5B6 e 5B6/P e 5B6/2P |
| A319-113 | 1996 | CFM56-5A4 e 5A4/F          |
| A319-114 | 1996 | CFM56-5A5 e 5A5/F          |
| A319-115 | 1999 | CFM56-5B7 e 5B7/P          |
| A319-131 | 1996 | IAE Model V2522-A5         |
| A319-132 | 1996 | IAE Model V2524-A5         |
| A319-133 | 1999 | IAE Model V2527M-A5        |

## Utilizzatori
Al gennaio 2024, dei 1 501 esemplari prodotti, 1 351 sono operativi.

### Civili
Gli utilizzatori principali sono:
- American Airlines (133 esemplari)
- EasyJet (96 esemplari)
- United Airlines (86 esemplari)
- Delta Air Lines (57 esemplari)
- LATAM Airlines Group (45 esemplari)
- Allegiant Air (35 esemplari)
- China Eastern Airlines (35 esemplari)
- Tibet Airlines (31 esemplari)
- Air China (30 esemplari)
- British Airways (30 esemplari)
- Eurowings (29 esemplari)
- Spirit Airlines (26 esemplari)
- Air Canada (25 esemplari)
- Lufthansa (23 esemplari)
- Sichuan Airlines (23 esemplari)
- Air India (20 esemplari)
- Volotea (20 esemplari)
- Rossija Airlines (18 esemplari)
- Capital Airlines (16 esemplari)
- Brussels Airlines (15 esemplari)
- Air France (14 esemplari)
- China Southern Airlines (13 esemplari)
- Bangkok Airways (12 esemplari)
- ITA Airways (11 esemplari)

### Governativi e militari
- Aeronautica Militare (3 esemplari)
- Forza Aerea della Germania (3 esemplari)
- Forza Aerea dell'Ungheria (2 esemplari)
- Forza Aerea della Russia (2 esemplari)
- Forza Aerea dell'Armenia (1 esemplare)
- Forza Aerea del Brasile (1 esemplare)
- Forza Aerea della Costa d'Avorio (1 esemplare)
- Forza Aerea della Malaysia (1 esemplare)
- Forza Aerea della Thailandia (1 esemplare)
- Forza Aerea della Turchia (1 esemplare)
- Forza Aerea del Venezuela (1 esemplare)
- Governo dell'Albania (1 esemplare)
- Governo della Bulgaria (1 esemplare)
- Governo del Kuwait (1 esemplare)
- Governo del Senegal (1 esemplare)
- Governo dell'Ucraina (1 esemplare)

- Slovak Government Flight Service (2 esemplari)[34]